# 奧格雷區
奧格雷區是拉脫維亞中部的一個已废置的區份。面積1,843平方公里。人口63,027人。区府奧格雷。下分4市16村。
拉脫維亞於2009年撤销了所有的区份，并改制为市镇。